# 盛岡西バイパス
- 日本の道路 > 一般国道 > 国道46号 > 盛岡西バイパス

盛岡西バイパス（もりおかにしバイパス）は、国道46号のバイパス道路である。

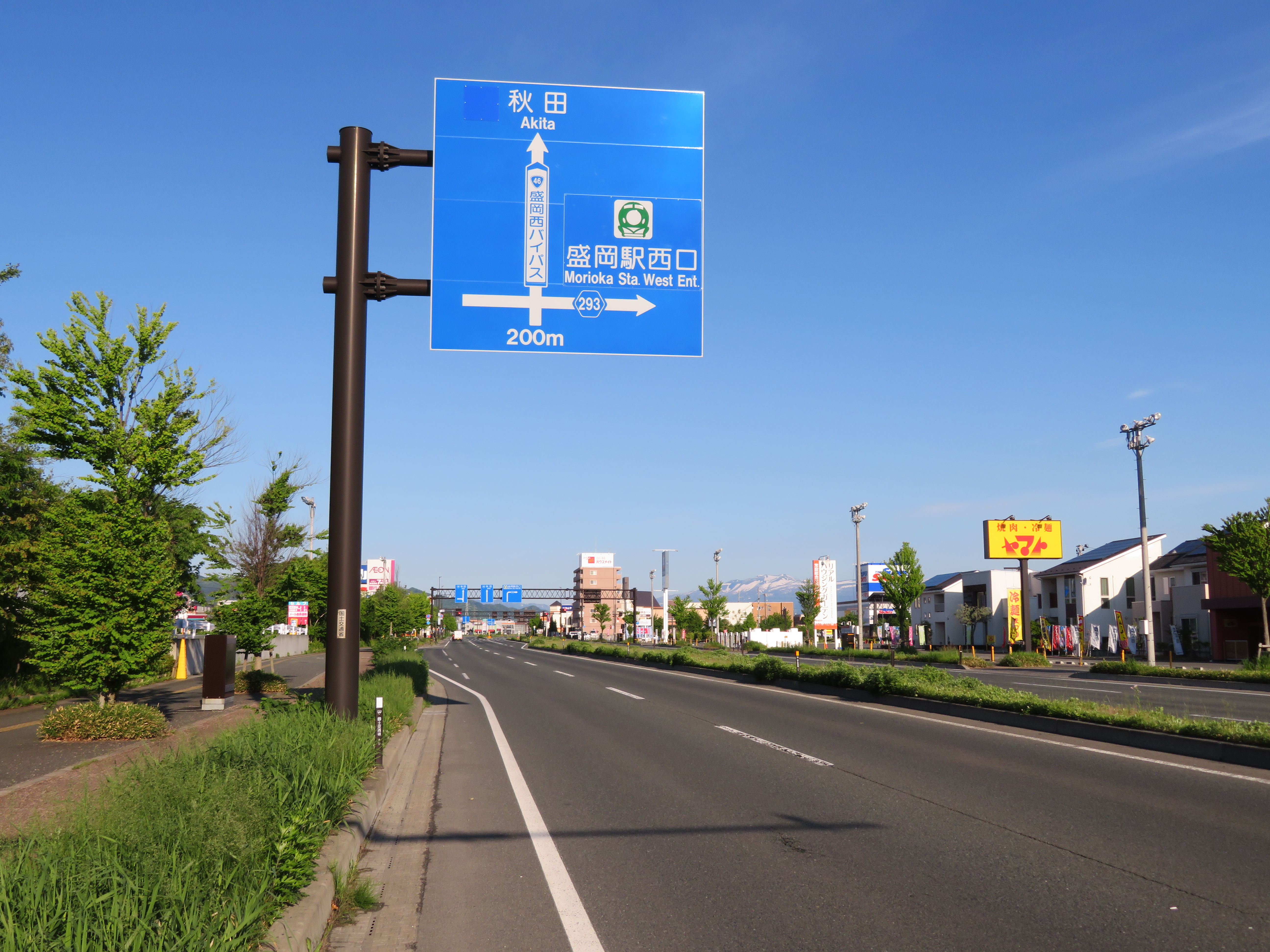
盛岡市本宮４丁目付近

## 目的
- 盛岡市内の国道4号及び国道46号等の交通混雑を緩和。
- 沿線都市開発の支援、救急医療施設へのアクセス向上。

## 歴史

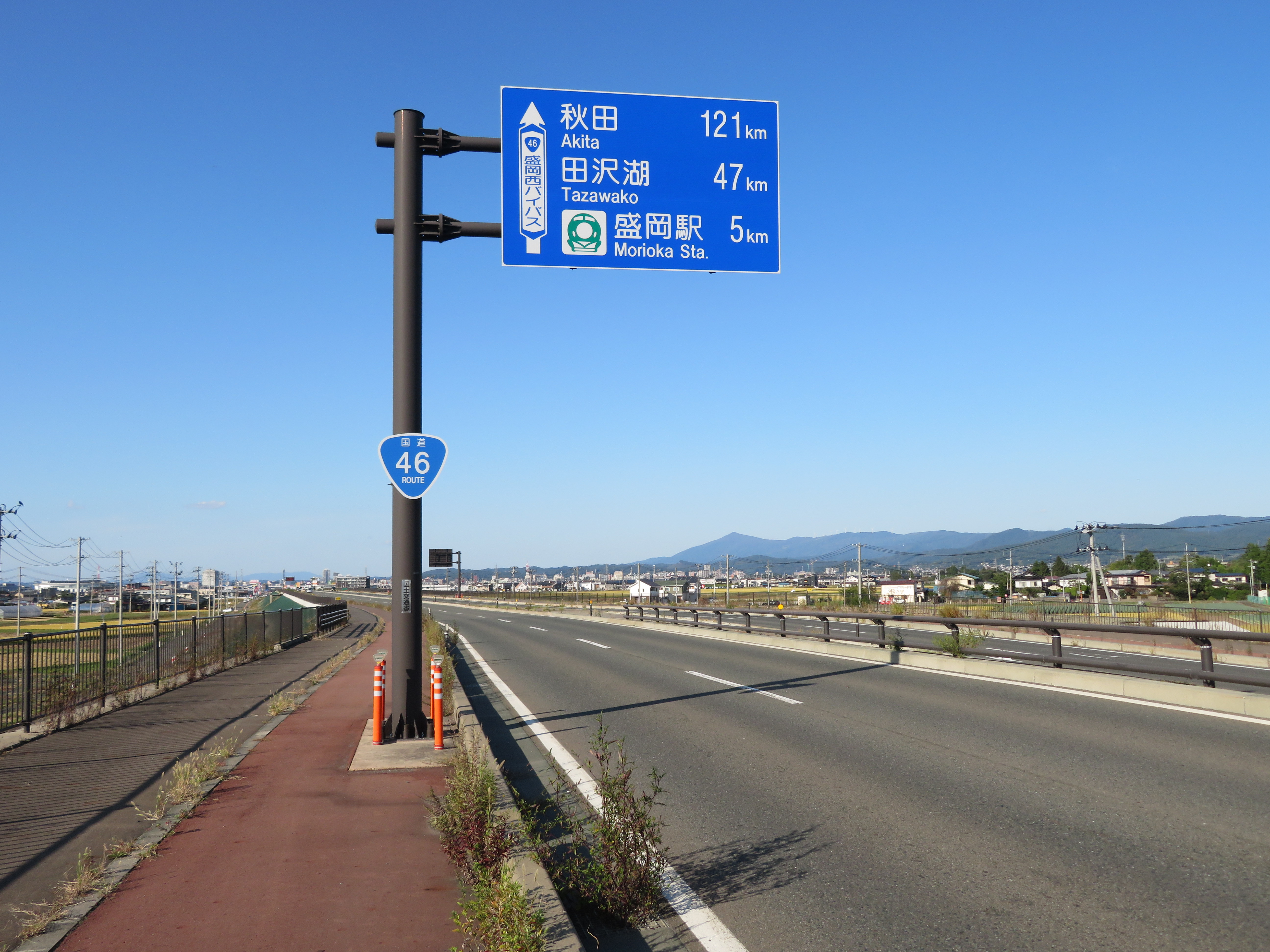
岩手県盛岡市下飯岡付近

ここでは盛岡西バイパスのほかにこのバイパスに関係する道路も紹介する。
- 1984年度：事業着手。
- 1987年12月：終点側より工事着手。
- 1992年12月18日：中太田官台（深持交差点） - 上厨川字前潟（西バイパス北口交差点）間、2.1kmが暫定2車線で開通。
- 1996年5月20日：下太田林崎（林崎交差点） - 中太田官台（深持交差点）間、0.5kmが暫定2車線で開通。
- 1999年12月11日：本宮字小幅（小幅交差点） - 下太田林崎（林崎交差点）間、1.0kmが暫定2車線で開通。
- 2001年3月23日：本宮字熊堂（鬼柳交差点） - 本宮字小幅（小幅交差点）間、0.4kmが暫定2車線で開通。
- 2002年度：本宮交差点以南の3.1kmを事業延伸。
- 2003年3月28日：盛岡市道（都市計画道路）向中野東仙北線が一部完成4車線開通。
- 2004年3月25日：向中野字千刈田（盛岡南地区公園付近） - 本宮字熊堂（熊堂交差点東側）間、0.7kmが4車線で開通[1]。
- 盛岡市道向中野東仙北線、同開運橋向中野線が同時に開通。
- ゆいとぴあ盛南地区内・本宮交差点から東仙北二丁目（国道4号盛岡バイパス）へ向かって東へ延びる片側2車線道路は一見、盛岡西バイパスに思えそうだが、この道は「盛岡市道向中野東仙北線」で管理者は盛岡市である。
- 2005年12月21日：本宮字熊堂（熊堂交差点東側 - 鬼柳交差点）地内、0.4kmが完成4車線で開通。全体の70%開通（これに伴い県道16号盛岡環状線はルート変更）。
- 2009年3月30日：飯岡新田（向中野五丁目交差点） - 向中野字千刈田（盛岡南地区公園付近）間、0.5kmが暫定4車線で開通。
- 2010年12月21日：飯岡新田（ゆいとぴあ盛南南端 - 向中野五丁目交差点）地内、1.0kmが暫定4車線で開通[2]。
- 2012年12月20日：盛岡市道（都市計画道路）南仙北滝沢線が4車線で一部開通。
- 2013年12月21日：永井（西バイパス南口交差点） - 飯岡新田（ゆいとぴあ盛南南端)間、1.2kmが暫定4車線で開通。これにより全線開通[3]。
- 2014年度：暫定2車線区間の4車線化に着手。
- 2017年4月1日 : 当道路に並行する旧道（NHK前交差点～西バイパス北口）が岩手県道・秋田県道1号盛岡横手線や盛岡市道に移管。同時に、盛岡南I.C入口交差点（国道4号）から西バイパス南口交差点の間の岩手県道36号上米内湯沢線が国道46号との重複区間に変更[4]。
- 2020年12月25日 ： 本宮六丁目（小幅交差点）- 中太田官台（深持交差点終点側）間が4車線化[5]。
- 2021年12月15日 : 深持交差点 - 八卦交差点間が4車線化[6]。
- 2025年度：暫定2車線区間が4車線化（予定）。

## 整備効果
- 2004年3月25日の開通により、国道4号花巻方面から渋滞の多い市街地を通らず、4車線で盛岡駅に接続できるようになった。全て4車線で盛岡駅に接続できるようになったのはこの時が初めて。
- 2009年度までの開通で、盛岡市東仙北の南大橋南交差点から盛岡ICまでの所要時間は約21分短縮、並行する国道4号・46号の死傷事故件数は、2006年～2008年では、2003年～2005年に比べて2割減少した[7]。
- 全線開通により、並行する国道4号の交通量が減少し、川久保交差点の渋滞が減少したほか、盛岡市南部および矢巾町～盛岡市中心部への所要時間短縮が図られた[8]。

## 概要
- 起点 : 岩手県盛岡市永井第一地割字高屋（西バイパス南口交差点・県道36号上米内湯沢線との交点）
- 終点 : 岩手県盛岡市上厨川字前潟（西バイパス北口交差点・県道1号盛岡横手線との交点）
- 延長 : 7.8km
- 規格 : 第3種第1級
- 設計速度 : 80km/h
- 道路幅員 : 25m (本宮交差点～西バイパス北口交差点)、50m（本宮交差点以南）
- 車線幅員 : 3.5m
- 車線 : 暫定2車線～4車線(計画は西バイパス北口交差点～本宮交差点は完成4車線、本宮交差点以南は副道付きの完成6車線)

※最高速度は全区間法定速度60km/hである。

### 途中交差する道路
- 県道16号盛岡環状線（盛岡市下太田林崎・林崎交差点）
- 県道13号盛岡和賀線（盛岡市本宮六丁目・小幅交差点）
- 県道293号本宮長田町線（盛岡市本宮四丁目・稲荷交差点）

## 渋滞・事故対策
盛岡西バイパスが延伸開通するとともに、交通量が増加したため、渋滞や事故が増加しつつある。

西バイパス北口交差点は、周辺にイオンモール盛岡など商業施設が隣接することから、土日・祝日の日中を中心に渋滞が発生し、右折車と対向直進車が正面・側面衝突する事故も多発していた。

渋滞・事故対策として、本宮方面からの右折車線を1本増やすと共に、信号機を青現示・右矢印現示から、矢印現示のみの直進・左折と右折車の流れを別々に制御する右折分離式に変更する工事が行われ、2009年9月11日より新方式での運用に切り替わった。

さらに、本宮方面から稲荷町方面へ右折する2車線については青山方面へは青色に、盛岡駅・二戸方面へは赤色にカラー舗装された。

なお、西バイパス南口交差点～本宮交差点の信号現示は「右折分離矢印」に統一されている。

## 今後の予定
- 2025年度までに暫定2車線区間が4車線化される予定である。
- 暫定4車線区間の6車線化は都市計画決定[9]がされているものの、2020年現在事業化はされていない。
- 西バイパス南口交差点を南進し、矢巾町藤沢までを「国道4号盛岡南道路」として整備する予定であり、2022年度に事業化された。なお、開通時期は未定である。[10]。

## 管理者
- 国土交通省東北地方整備局岩手河川国道事務所盛岡西国道維持出張所